# Rhizohypha radicis-limodori
Rhizohypha radicis-limodori är en svampart som beskrevs av Chodat & Sigr. 1911. Rhizohypha radicis-limodori ingår i släktet Rhizohypha, divisionen sporsäcksvampar och riket svampar.   Inga underarter finns listade i Catalogue of Life.